# Urvantsev Rocks
Die Urvantsev Rocks (russisch Скала Урванцева Skala Urwanzewa, deutsch ‚Urwanzewkliff‘) sind Felsvorsprünge im ostantarktischen Königin-Maud-Land. Im Mühlig-Hofmann-Gebirge ragen sie 8 km südöstlich des Gebirgskamms Skorvetangen auf.
Norwegische Kartographen kartierten sie anhand von Vermessungen und Luftaufnahmen der Dritten Norwegischen Antarktisexpedition (1956–1960). Wissenschaftler einer sowjetischen Antarktisexpedition benannten sie 1961 nach dem sowjetischen Geologen und Polarforscher Nikolai Nikolajewitsch Urwanzew (1893–1985). Das Advisory Committee on Antarctic Names übertrug die russische Benennung 1970 ins Englische.